# Cegedel
Cegedel SA va ser una empresa de Luxemburg de distribució d'electricitat. Operava sota una concessió per llei en escrit sota la qual es va formar, i distribuïa el 70% de l'electricitat utilitzada en el país, que ascendeix a 6.616 GWh. Fins al 17 de maig de 1997 rebia el nom de Compagnie Grand-Ducal d'Electricité du Luxembourg.
El Govern de Luxemburg posseïa un terç de l'empresa, que la va convertir en la més gran d'un sol accionista, seguida de la participació del 30.4% a les mans de Luxempart, amb participacions més petites en poder de SNCI (12%) i Electrabel (8%). Les accions de la companyia es cotitzaven a la Borsa de Luxemburg, de la que va ser un dels deu -i una de les set basades en Luxemburg- membres del principal índex, l'LuxX Index.
Com a resultat de la política de la Unió Europea de la liberalització del mercat energètic, Enovos, van adquirir Cegedel junt amb Soteg SA, el distribuïdor de gas, en 2009, i va crear una filial de Luxemburg, Creos Luxembourg SA per distribuir gas i electricitat.